# Brad Purdie
Brad Purdie (* 11. Juli 1972 in Montreal, Québec) ist ein ehemaliger kanadischer Eishockeyspieler, der im Verlauf seiner Karriere unter anderem sieben Spielzeiten bei den Krefeld Pinguinen, Hamburg Freezers und Iserlohn Roosters in der Deutschen Eishockey Liga (DEL) absolvierte und fünf weitere Jahre beim EC VSV und EHC Linz in der Österreichischen Eishockey-Liga aktiv war. In den 1990er Jahren war er auch als professioneller Inlinehockeyspieler in der nordamerikanischen Roller Hockey International aktiv. Seit 2011 arbeitet Purdie als Eishockeytrainer im College- und Nachwuchsbereich.

## Karriere
Beim Universitätsteam von Maine begann Brad Purdie seine Eishockeykarriere im Jahr 1992. In der Saison 1995/96 spielte er erstmals als Profi in der East Coast Hockey League für die Dayton Bombers und in der American Hockey League für die Cornwall Aces. Die folgenden drei Jahre bestritt Purdie bei verschiedenen Teams der IHL. Für die Spielzeit 1999/2000 heuerte er beim VSV Villach in der Österreichischen Bundesliga an. Nach seiner persönlich erfolgreichsten Saison mit 82 Scorerpunkten holten ihn dann die Krefeld Pinguine in die Deutsche Eishockey Liga. Unter Coach Doug Mason wurde er dort zum besten Center der Liga. Die Angriffsreihe um Purdie, Patrik Augusta und Christoph Brandner wurde das "Magische Dreieck" genannt und war eine wichtige Stütze im Team der Pinguine.

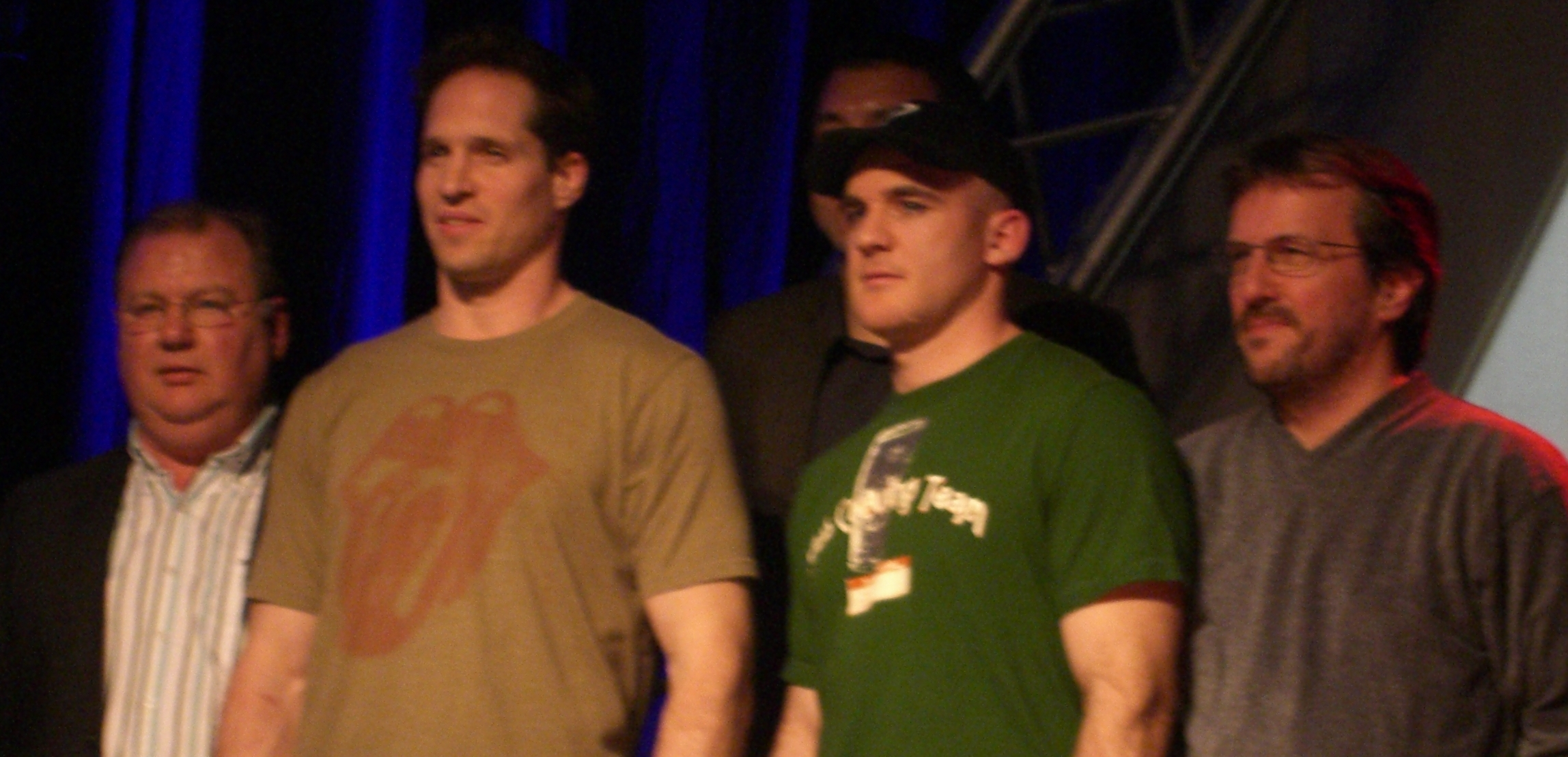
Mit Mark Greig (2.v.l.) spielte Brad Purdie (2.v.r.) in Hamburg und Iserlohn in einem Team

Nach dem Meistertitel 2003 wechselte er dann zum damaligen Etat-Krösus, den Hamburg Freezers. Doch bei den Hanseaten durchlebte er vor allem in seinem zweiten Jahr eine schwierige Zeit. Mit 34 Scorerpunkten in 58 Spielen erzielte er weniger als die Hälfte der Punkte, die er aus seiner Krefelder Zeit gewohnt war. Deshalb wollte er zur Saison 2005/06 wieder den Club wechselte. Sein Ex-Trainer Mason holte ihn zu den Iserlohn Roosters, bei denen er sich nach durchwachsenem Start zum Ende der Spielzeit stabilisierte. Er verlängerte seinen Vertrag bis zum Ende der Saison 2006/07. Im Sommer 2007 kehrte Brad Purdie zurück nach Österreich und unterschrieb dort einen Vertrag beim EHC Black Wings Linz, welchen er zum Ende der Saison 2007/08 um zwei weitere Jahre verlängerte. Nach einer sehr erfolgreichen Saison 2008/09 (49 Assists, 24 Tore) verlängerte Brad Purdie seinen Vertrag um ein Jahr bei den EHC Black Wings Linz. 
2011 entschied Purdie, seine aktive Karriere zu beenden und als Trainer Fuß zu fassen. So führte ihn sein Weg zu den Manitoba Bisons, wo er vier Jahre lang als Assistenztrainer in der CIS fungierte. Seit 2016 trainiert er die U15-Mannschaft einer Eishockey-Academie in Winnipeg.

## Erfolge und Auszeichnungen
- 2002 Teilnahme am DEL All-Star Game
- 2002 DEL-Spieler des Jahres
- 2002 DEL-Torschützenkönig
- 2003 Teilnahme am DEL All-Star Game
- 2003 Deutscher Meister mit den Krefeld Pinguinen
- 2003 Most Valuable Player der Play-offs
- 2004 Teilnahme am DEL All-Star Game
- 2005 Teilnahme am DEL All-Star Game
- 2007 Teilnahme am DEL All-Star Game
- Bester Center der DEL 2001, 2002, 2003

## Karrierestatistik

### Inlinehockey
(Legende zur Spielerstatistik: Sp oder GP = absolvierte Spiele; T oder G = erzielte Tore; V oder A = erzielte Assists; Pkt oder Pts = erzielte Scorerpunkte; SM oder PIM = erhaltene Strafminuten; +/− = Plus/Minus-Bilanz; PP = erzielte Überzahltore; SH = erzielte Unterzahltore; GW = erzielte Siegtore; 1 Play-downs/Relegation; Kursiv: Statistik nicht vollständig)